# Szczelina w Ścianie
Szczelina w Ścianie – jaskinia, a właściwie schronisko, w Dolinie Kościeliskiej w Tatrach Zachodnich. Wejście do niej znajduje się w skałkach na zboczu Gubalca, powyżej Jaskini za Smrekiem i Schronu pod Przeziorową, na wysokości 1299 metrów n.p.m. Długość jaskini wynosi około 4,5 metrów, a jej deniwelacja 0,3 metrów.

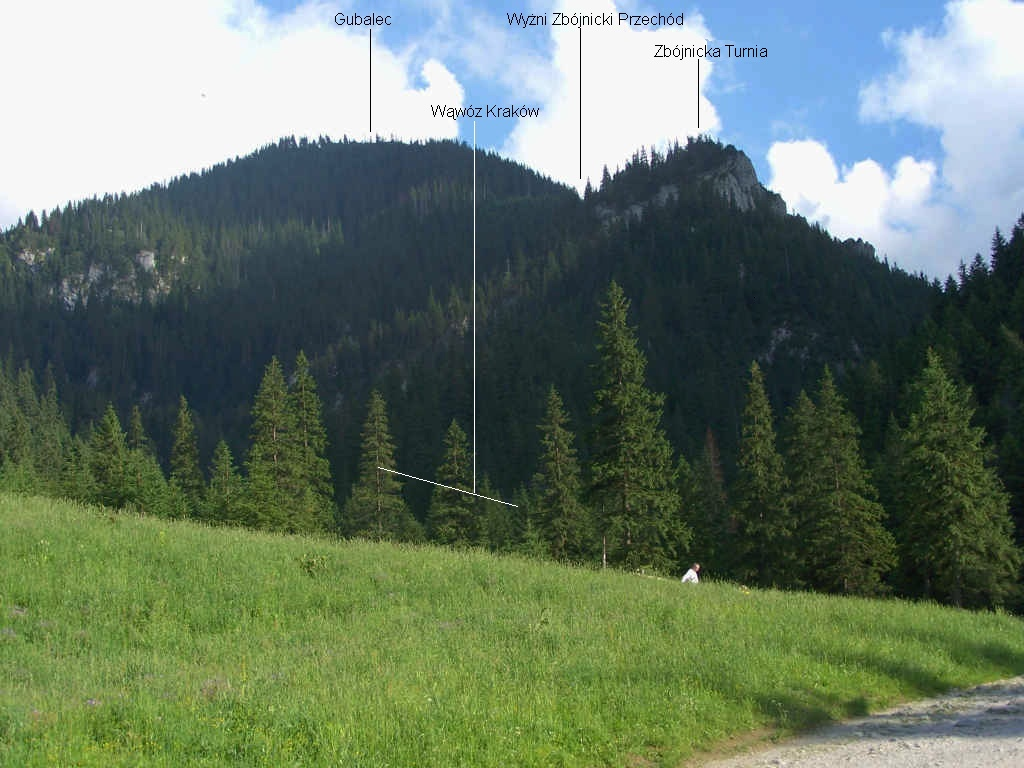
Gubalec i Zbójnicka Turnia w Dolinie Kościeliskiej

## Opis jaskini
Jaskinią jest wysoki i szczelinowy korytarz, idący nieznacznie w górę i od którego odchodzi mniej więcej w połowie długości krótka szczelina.

## Przyroda
W jaskini brak jest nacieków. Ściany są gładkie i suche, brak jest na nich roślinności.

## Historia odkryć
Jaskinia była prawdopodobnie znana od dawna. Jej plan i opis sporządził M. Kardaś przy pomocy M. Burkackiego i M. Różyczki w 1977 roku.